# مختزلة 3-هيدروكسي-3-ميثيل جلوتاريل تميم الإنزيم أ
مختزلة 3-هيدروكسي-3-ميثيل جلوتاريل تميم الإنزيم أ (بالإنجليزية: HMG-CoA reductase)‏ هو انزيم عمل على الزمرة CH-OH من المركبات المانحة دونورس( Donours) ، وهذا الانزيم يعبر مؤكسد مختزل يشارك في تنظيم مسار كثافة الميفالونات، و مسار الميفالونات هو مسار مهم في حقيقيات النوى وبعض كبار البكتيريا لأنها تنتج السلائف من الكوليسترول وغيرها من تيربينويدس . وHMG،

## ردالفعل
| 175px   | + 2 ثنائي نوكليوتيد الأدنين وأميد النيكوتين قالب:Équil 2 ثنائي نوكليوتيد الأدنين وأميد النيكوتين + مرافق الإنزيم-أ + | 150px           |
| HMG-CoA | | حمض الميفالونيك |

## وصلات خارجية
Cholesterol Synthesis - has some good regulatory details
- بروتيوبيديا HMG-CoA_Reductase - the HMG-CoA Reductase Structure in Interactive 3D